# Campo per la pace
I campi per la pace sono dei campi di protesta incentrati su attività di lotta alla guerra e/o lotta al nucleare. Generalmente questi campi vengono allestiti all'esterno di basi militari da membri del movimento pacifista che si oppongono alla proliferazione delle basi militari, agli armamenti ivi depositati o alla politica di coloro che controllano le basi. I primi campi per la pace risalgono agli anni '20 e sono diventati importanti nel 1982 a causa della pubblicità mondiale generata dal Greenham Common Women's Peace Camp, presso il RAF Greenham Common del Berkshire in Inghilterra. Anche se i campi di pace sono esistiti in forme e tempi diversi, fin dagli anni '20, divennero un fenomeno molto diffuso negli anni '80, quando erano associati al sentimento che si opponeva all'imperialismo americano.